# 娜歐蜜·芳納·吉倫荷
娜歐蜜·芳納·吉倫荷（Naomi Foner Gyllenhaal，婚前姓阿克斯（Achs），1946年3月15日—），是一位出生於美國紐約市的猶太裔編劇。
1989年，憑借電影《不設限通緝》（Running on Empty）提名第61屆奧斯卡金像獎最佳原創劇本獎。
吉倫荷為多部電影編寫過劇本，包括《不設限通緝》（Running on Empty）、《生母養母的戰爭》（Losing Isaiah），以及近期的《拼出真愛》（Bee Season）。她同時也是電視影集《The Electric Company》其中兩季的協同製作人。

## 個人生活
吉倫荷在紐約市的一個猶太人家庭中長大，她的父母都是醫生。她就讀於紐約的柏納大學（Barnard College），是一所隸屬於哥倫比亞大學的分校。她畢業於該學校的英語系。
她曾與電影導演史帝芬·吉倫荷在工作上進行合作，之後兩人正式步入禮堂。這對夫妻育有兩名孩子，分別是演員瑪姬·吉倫荷和傑克·吉倫荷。她的前夫是一位歷史學家和哥倫比亞大學教授艾瑞克·方納（Eric Foner）。
2006年10月3日，吉倫荷首次成為祖母，她的女兒和其未婚夫在紐約產下一名女嬰，名為 Ramona Sarsgaard。

## 資料來源與注釋
1. ↑  Gilbert, Gerard. . The Independent. July 2, 2014  [April 24, 2018]. （原始内容存档于2018-04-24）.
2. ↑  . The Forward. July 24, 2014  [May 20, 2018]. （原始内容存档于2018-06-17）. Naomi Foner: "I certainly think of myself as Jewish and I tried to bring up my children think of themselves as Jews."
3. ↑  . The Daily Beast. July 25, 2014  [April 22, 2018]. （原始内容存档于2021-05-12）.
4. ↑  Josephs, Susan. . Jewish Journal. November 10, 2005  [April 22, 2018]. （原始内容存档于2018-06-24）.
5. ↑  . The New York Times. October 31, 2004  [April 22, 2018]. （原始内容存档于2018-06-17）. Ms. Gyllenhaal grew up in a family of "high-achieving New York Jews," she said.
6. ↑  Christie, Janet. . The Scotsman. June 22, 2014  [April 22, 2018]. （原始内容存档于2018-04-22）.
7. ↑  .   [2007-05-07]. （原始内容存档于2008-02-13）.
8. ↑  Pfefferman, Naomi. . Jewish Journal. July 23, 2014  [April 24, 2018]. （原始内容存档于2018-04-24）.
9. ↑  http://www.columbiaspectator.com/vnews/display.v/ART/2006/02/09/43eaef7bb496f?in_archive=1%5B%5D

## 外部連結
- 娜歐蜜·芳納·吉倫荷在互联网电影资料库（IMDb）上的資料（英文）